# Halász Alfréd (nyomdász)
Halász Alfréd, 1908-ig Fischer Alfréd, 1942-től Halász Alfréd Sándor (Bécs, 1889. április 12. – Budapest, 1955. október 21.) nyomdász, korrektor, politikus, budapesti törvényhatósági bizottsági tag (1926–1942), 1947–1953 között országgyűlési képviselő.

## Élete
Fischer József és Wachsmann Rozália (1866–1931) fia. Középfokú tanulmányainak végeztével 1904-től három éven át tanonc volt a Globus-nyomdában, majd a Hornyánszky-nyomdában helyezkedett el, ahol egészen 1916-ig dolgozott. 1910. június 18-án megnősült. Első felesége Csaszka József és Klein Cecília lánya, Franciska (1891–1910) volt, aki néhány hónappal az esküvőt követően elhunyt. 1912. november 25-én Budapesten, az V. kerületben házasságot kötött Páczius Mária Erzsébettel, Páczius Ferenc és Wiesler Katalin lányával. 1917-ben és a következő évben a Lehner-nyomda, 1919–1920-ban a Metropolitan-nyomda alkalmazottja volt, 1920-tól 9 éven át pedig a Világosság-nyomdában működött. Az első világháború idején a hadsereg nyomdájának üzemvezetője.

## Korai évei a munkásmozgalomban
1906-ban csatlakozott a munkásmozgalomhoz, a következő évben pedig már a szociáldemokrata párt helyi szervezetének volt titkára Óbudán. A kommün alatt vállalt szerepe miatt internáltatott, később rendőri felügyelet alá került. 1923-tól a szociáldemokrata párt terézvárosi szervezetének titkára volt, és rendszeresen szerepelt előadóként a szervezett munkáselőadásokon.

## AMagyarországi Szociáldemokrata Pártvezetőségében
1923-tól MSZDP országos választmányának tagja, az MSZDP 1926-os XXIV. kongresszusán a pártválasztmány végrehajtó bizottságának tagjává választották, a pártválasztmányi ülések rendszeresen az ő elnökletével zajlottak. Az MSZDP-n belüli „ellenzék” egyik vezéregyénisége volt Stromfeld Auréllal, Kis Jenővel és Pajor Rudolffal együtt. A párt 1928. januári XXV. kongresszusán ő terjesztette elő az ellenzék határozati javaslatát, felszólalásában bírálta a szociáldemokrata parlamenti frakció opportunitását, és bizalmatlansági indítványt is tett a Peyer Károly vezette pártvezetőség ellen. 1928-ban a Somogyi–Bacsó-emlékünnepségen, amelyen szavalattal fellépett Ascher Oszkár és Várnai Zseni is, ő mondta az emlékbeszédet.
Az MSZDP 1930 szeptemberében tartott XXVII. kongresszusán – nem a pártvezetőség által készített beszámolók helyzetelemzése alapján, hanem az ellenzéki Halász Alfréd határozati javaslata nyomán – a kongresszus küldöttei határozatot hoztak arra, hogy a szeptember 1-i tömegdemonstráció tanulságaként a reakció elleni harc fő eszközévé a pártvezetőségnek a szervezett tömegmozgalmat kell tennie.
1933. januárban az MSZDP XXIX. kongresszusán az elnökség tagja volt, és ezen a kongresszuson az országos pártvezetőség tagjává választották, erről azonban – mivel úgy értékelte, hogy a vezetőségben nem következett be a szükséges mértékű személyi változás – lemondott. Lemondását az elnöklő Kéthly Anna sem vitára, sem szavazásra nem bocsátotta, így a vezetőség tagja maradt 1935-ig.

## A nyomdász szakszervezetben
Az 1926-os nyomdászkongresszuson az ő indítványára fogadták el a kormány sajtógyakorlata elleni tiltakozást tartalmazó határozatot, és ezen a kongresszuson a Nyomdai Munkások Központi Vezetőségének póttagjává választották. 1932-től elnöke, két év múlva pedig ügyvezető titkára volt a Könyvnyomdai Munkások Egyesületének, 1935-től a betegsegélyező pénztárat vezette. 1948-ban is a segélyző egyesület főtitkáraként szólalt fel a nyomdaipari munkások Grafikai Uniója megalakításának előkészítő értekezletén.

## A budapesti törvényhatósági bizottságban
1925-ben a Demokrata Blokk listáján jutott a budapesti törvényhatósági bizottságba, amelynek 16 éven keresztül volt tagja. 1925-ben a közgazdasági bizottság tagjává választották, melynek munkájában – az ülésekről rendszeresen tájékoztató korabeli sajtóhíradások szerint – aktívan részt vett. 1925-ben felszólalt kéményseprő ügyekben, 1926-ban javasolta az Aréna úti villamos kiépítését a Dráva utcáig, 1927-ben kérte a Népliget végleges rendezését, valamint az interpellációs jogról interpellált, valamint részt vett a szociáldemokrata párt által benyújtott lakásrendelet kidolgozásában. 1929-ben az ipari bizottság, 1930-ban a városgazdasági ügyosztály bizottságának tagja volt.
Az 1930-as választáson a VI. kerületi választókörzetből Buchinger Manóval és Kis Jenővel együtt került be az MSZDP képviseletében a fővárosi törvényhatóságba. Két bizottságnak (a közgazdasági és ipari, valamint a városgazdasági), valamint a főváros képviseletében a Temetkezési Intézet üzemigazgatóságának tagja lett. 1932-ben az elnöki szakbizottságba is beválasztották.
Fürdő ügyekben is több alkalommal is felszólalt a bizottságban, például olcsó fürdőnapok létesítését javasolta a szegény munkások tisztálkodásának biztosítására. Az 1934-es megalakulásától tagja lett a Budapesti Központi Gyógy- és Üdülőhelyi Bizottságnak (Kurkommisszió), 1937-ben a tabáni gyógyszálló szakbizottságának tagja lett.
Az 1935-ös helyhatósági választáson is bejutott a fővárosi közgyűlésbe, és a szociálpolitikai szakbizottság, valamint ismét a Temetkezési Intézet üzemi választmányának tagjává választották a főváros nevében. Többek között indítványozta, hogy a  városligeti tavat gyakrabban lássák el friss vízzel, és a szállodaépítés fontosságát hangoztatta. 1936-ban másodmagával ő nyújtotta át a főpolgármesternek a baloldal petícióját, amelyben rendkívüli közgyűlés összehívását kérték, mert a villamostarifák felemelése ellen akartak tiltakozni. A kolduskérdés megoldására tett javaslata szerint ezt a kérdést csak intézményesen lehet megoldani, úgy, hogy progresszív adózást vezetnek be a szükséges összegek előteremtésére.
1938-ban a közlekedési, a közjótékonysági és szociálpolitikai, valamint a városgazdasági szakbizottságba választották meg. 1941-ben a közegészségügyi és köztisztasági, valamint a városgazdasági, idegenforgalmi és közművelődési szakbizottságokba és a  Budapesti Központi Gyógy- és Üdülőhelyi Bizottságba választották be.
1942-ben megfosztották törvényhatósági mandátumától. 1942-ben feleségével együtt a zsidó vallásról a római katolikus vallásra tért ki, s a keresztségben neve Halász Alfréd Sándorra lett.

## A második világháború után
A második világháborút követően ismét a szociáldemokrata vezetőség tagja volt. 1945. február 15-én Várnai Zsenivel együtt ők képviselték a szociáldemokrata pártot a Budai Nemzeti Bizottság megalakulásáról döntő ülésen, amelyen az összes demokratikus párt képviselői részt vettek. Áprilisban a Budapesti Nemzeti Bizottság nagygyűlésén a Szociáldemokrata Párt képviseletében a nemzetgyűlés tagja. A Szakszervezeti Tanács Apró Antallal és Kossa Istvánnal együtt bízta meg, hogy a szakszervezeteket az Országos Nemzeti Bizottságban képviselje, amelynek alakuló ülésén szeptemberben a titkára lett. 1945. decemberben a Szakszervezeti Tanácselnökségi tagja, és az ellenőrző bizottság tagja lett. 1946-ban tagja volt a Moszkvába utazó magyar szakszervezeti küldöttségnek.
1945-ben tagja lett a főváros ideiglenes törvényhatósági bizottságának, és az elnöki és közjogi szakbizottságba, a pénzügyi szakbizottságba, valamint a Budapesti Központi Gyógy- és üdülőhelyi Bizottságba választották be, erről a megbízatásáról júniusban lemondott, mivel a nemzetgyűlés tagja lett. Lemondását valószínűleg visszavonta, mert a korabeli sajtóhíradások szerint rendszeresen felszólalt a bizottság és a szakbizottságok ülésein. 1946. októberben a szociáldemokraták vezérszónokaként szólalt fel a koalícióval kapcsolatos problémák megvitatásán. 1947-ben az MSZDP gazdaságpolitikai bizottsága tagjává választották. 1947-ben a Szociáldemokrata Párt 35. kongresszusán a pártvezetőség tagja lett.
1947-ben részt vett és felszólalt Zürichben a nemzetközi nyomdászkongresszuson, ahol a kibővített titkári bizottság tagjává választották.
1948-ban az újonnan alakult Szakszervezetek Országos Tanácsának elnökségi tagja, egyben a központi választott bíróság elnöke. A Nyomdász Segélyző Egyesület főtitkáraként részt vett a három nyomdaipari szakszervezet egyesítésének előkésítésében, a Nyomda- és papíripari Dolgozók Szakszervezetének megalapításában. Az új szakszervezetben a segélyző pénztárak ügyvezetője lett.
1950-ben a Magyar Függetlenségi Népfront delegáltjaként lett tagja a tanácsok megalakulásáig létrehozott Budapesti képviseleti bizottságnak.

## Az országgyűlés tagja
A két munkáspárt egyesülése után belépett az MDP-be. 1945. április 2-ától az Ideiglenes Nemzetgyűlés képviselője, szeptember 6-ától jegyzője. 1945. november 4-étől az SZDP nagy-budapesti listájáról nemzetgyűlési, majd 1947. augusztus 31-étől országgyűlési; 1949. május 15-étől a Magyar Függetlenségi Népfront fővárosi listáján 1953. március 18-ig nemzetgyűlési, illetve országgyűlési képviselő volt.
1947-ben nemzetgyűlési képviselő, a Szakszervezeti Tanács tagja, a Magyar Szociáldemokrata Párt pártvezetőségének tagja, az alkotmányjogi és közjogi bizottság tagja, a társadalompolitikai bizottság tagja, a Magyar Könyvnyomdai Munkások Szakszervezete országos bizottságának tagja, a Fogyasztási Szövetkezetek Országos Központja (mint szövetkezet) igazgatóságának tagja, a Gazdasági Takarék- és hitelintézet Rt. igazgatósági tagja, a Magyar Általános Hitelbank alelnöke, a Tervgazdasági Tanács tagja.

## Szerkesztői tevékenysége
1934-től szerkesztette Az Úti Kalauz c. periodika mellett a Nyomdász Évkönyvet is.
1955-ben hosszas betegség után hunyt el. Sírja az Óbudai Köztemetőben található.

## Publikációja
- Az iparági szervezkedés (Népszava, 1948. november 26. 3. oldal)